# Bahnhof Achères-Grand-Cormier

Der Bahnhof Achères-Grand-Cormier ist ein Kreuzungsbahnhof etwa 20 km nordwestlich der französischen Hauptstadt Paris auf dem Gebiet der Gemeinde Saint-Germain-en-Laye im Département Yvelines in der Région Île-de-France. Er befindet sich ebenso wie der unmittelbar benachbarte Rangierbahnhof Achères Triage in dem ausgedehnten Waldgebiet Forêt de Saint-Germain-en-Laye und ist benannt nach der nordwestlich der Bahnanlagen gelegenen Kommune Achères.

## Lage im Netz
Der Bahnhof Achères-Grand-Cormier befindet sich an Streckenkilometer 21,250 der Bahnstrecke Paris–Le Havre. Die nächstgelegenen Bahnhöfe an dieser Strecke sind im Osten Maisons-Laffitte und im Westen Poissy, wovor sich in den Jahren 1960–2004 noch der inzwischen aufgegebene Werksbahnhof Poissy-Quai-Talbot des Automobilwerks Poissy befand.
Der Bahnhof Achères-Grand-Cormier ist Teil eines riesigen Bahnbetriebsgeländes, das außerdem einen Rangierbahnhof sowie je ein Depot und ein Ausbesserungswerk für Triebfahrzeuge umfasst. Am Westende dieser umfangreichen Gleisanlagen mündet die Bahnstrecke Pontoise–Achères aus Norden kommend in Form eines Gleisdreiecks in die Bahnstrecke Paris–Le Havre ein. Wenig westlich dieses Gleisdreiecks zweigte die äußere Pariser Güterverbindungs- und -umfahrungsbahn Ligne de la grande ceinture de Paris nach Süden von der Bahnstrecke Paris–Le Havre ab, mit der sie sich auf der gegenüberliegenden, östlichen Seite des Rangierbahnhofs bis zum Bahnhof Sartrouville für etwa zehn Kilometer die Schienentrasse teilte.

## Geschichte
Ein einfacher Haltepunkt wurde rund 100 Meter nördlich des heutigen Bahnhofs am 9. Mai 1843 von der Eisenbahngesellschaft Chemin de fer de Paris à Rouen unter dem Namen Étoile de Conflans in Betrieb genommen. Im Jahr 1877 erhielt sie nach der Erweiterung des Rangierbahnhofs und der Inbetriebnahme der Strecke von Achères nach Pontoise den Namen Achères-Embranchement.
Aus Anlass der Öffnung der Grande-Ceinture-Streckenabschnitte zwischen Achères und Noisy-le-Sec am 2. Januar 1882 sowie zwischen Versailles-Chantiers und Achères am 4. September 1882 wurde für den Personenverkehr ein zweites Gebäude an das erste angebaut. In den 1920er Jahren wurde der Bahnhofsname zu Achères vereinfacht. Im Jahr 1931 wurden die bisherigen niveaugleichen Bahnübergänge, an denen die Nationalstraße 184 die umfangreichen Gleisanlagen querte, aufgehoben. Der Straßenverkehr überquert die Schienen seitdem auf zwei neu errichteten, aufeinanderfolgenden, jeweils doppelbögigen Bogenbrücken. Zeitgleich wurde das ursprüngliche Bahnhofsgebäude aufgegeben und durch das heutige Gebäude ersetzt.
Auf der Grande Ceinture wurde der Personenverkehr nördlich des südwestlichen Kreisbogens von Versailles über Argenteuil nach Juvisy am 15. Mai 1939 eingestellt.
Als 1979 der Bahnhof Achères-Ville an der Strecke Achères–Pontoise in Betrieb genommen wurde, erhielt der Bahnhof Achères-Grand-Cormier seinen heutigen Namen. Auf der letzterwähnten Strecke hatte es eine Haltestelle namens Village d’Achères gegeben. Diese wurde in der Nacht vom 7. auf den 8. Juni 1944 im Rahmen der Befreiung Frankreichs von der deutschen Besetzung Frankreichs im Zweiten Weltkrieg bei Bombenangriffen der westlichen Alliierten zerstört und nicht wieder in Betrieb genommen, ihre Bahnsteige sind jedoch erhalten geblieben.
Schätzte das Eisenbahnverkehrsunternehmen SNCF die jährliche Reisendenzahl an diesem Bahnhof für 2018 noch auf 228.000 Reisende, so waren es 2022 nur noch 177.000 Reisende. Für 2023 wurden 188.426 Fahrgäste verzeichnet.

## Zugverbindungen
Der Bahnhof Achères-Grand-Cormier befindet sich im Großraum Paris am nordwestlichen Rande des Stadtschnellbahnnetzes RER und wird von den Zügen der  RER-Linie A bedient, die Paris-auswärts auf dem Streckenast A5 bis ins benachbarte Poissy verkehren.